# Sekai-ichi hatsukoi
Sekai-ichi hatsukoi (世界一初恋, littéralement « Mon premier meilleur grand amour ») est une série de mangas de type yaoi écrite et illustrée par Shungiku Nakamura. Elle est prépubliée depuis 2006 dans le magazine Asuka Ciel édité par Kadokawa Shoten et vingt tomes sont sortis en mai 2025. La version française est publiée chez l'éditeur Kazé depuis octobre 2014.
La série fut adaptée en série télévisée d'animation de deux saisons de douze épisodes chacune diffusés à la télévision japonaise dès le 8 avril 2011 sous le titre simplifié de Sekaiichi hatsukoi. Deux OAV ont également été créés, le premier fin mars 2011 pour introduire la série et le second en septembre 2011 pour faire un pont entre les deux saisons. Un film d'animation, sur la série de romans Sekaiichi Hatsukoi - Yokozawa Takafumi no Baii, est également sorti le 15 mars 2014.
En France, la série animée a été diffusée en streaming par Kazé, et est éditée en DVD et Blu-ray par Black Box depuis 2014.

## Synopsis
Sekai-ichi hatsukoi retrace l'histoire de quatre couples (deux sont abordées dans le manga et les deux autres sont présentées sous forme de romans). Certains des personnages se connaissent entre eux et tous ont pour point commun l'édition et les livres en général.

### Sekaiichi Hatsukoi - Onodera Ritsu no Baai
Onodera Ritsu quitte la maison d'édition de son père pour les éditions Marukawa Shoten. À son grand malheur, lui qui voulait s'occuper du département de littérature, il est assigné au département des mangas shōjo, choses qu'il déteste. Il commence sérieusement à envisager son départ le plus proche, car son patron, Takano Masamune, lui tape de plus en plus sur les nerfs. Cependant, ce dernier parvient, en le traitant « d'inutile » à convaincre Onodera de perfectionner son travail. L'histoire prend une tournure complètement différente quand Ritsu apprend l'ancien nom de Masamune : Saga, qui s'avère être un ancien camarade de classe auquel ce dernier avait confessé son amour à l'époque.
Onodera Ritsu no Baai est l'histoire la plus développée dans les mangas et dans l'anime.

### Sekaiichi Hatsukoi - Yoshino Chiaki no Baai
Yoshino Chiaki est un mangaka, auteur de shōjō qui écrit sous le pseudonyme de Yoshikawa Chiharu. Son éditeur, le meilleur de l'équipe d'Emerald de la maison d'édition Marukawa n'est autre que Hatori Yoshiyuki, l'un de ses vieux amis d'enfance. Or, si Chiaki ignore que ce dernier l'aime en secret, il ignore tout autant qu'un autre ami, Yanase Yuu, a aussi le béguin pour lui.
Sekaiichi Hatsukoi - Yoshino Chiaki no Baai est un couple qui est abordé dans la série de mangas de Shungiku Nakamura. Mais leur histoire est aussi relatée dans des romans, dont l'auteur n'est pas Shungiku Nakamura, mais Fujisaki Miyako. Shungiku Nakamura se « contente » d'illustrer les livres.

### Sekaiichi Hatsukoi - Kisa Shôta no Baai
Kisa Shôta, éditeur dans l'équipe Emerald des éditions Marukawa, a eu le coup de foudre pour le jeune libraire de la librairie Book's Marimo. Malheureusement, Kisa est habitué à toujours avoir des relations sans lendemain avec des personnes qu'il vient à peine de rencontrer. Il déchante systématiquement quand il se rend compte que l'objet de ses désirs n'est pas aussi parfait qu'il le croyait. Mais cette fois-là pourrait bien être l’exception qui confirme la règle, car c'est la première fois qu'il tombe amoureux.

### Sekaiichi Hatsukoi - Yokozawa Takafumi no Baai
Dans le film : Yokozawa Takafumi vient de se faire rejeter par son meilleur ami, Takano Masamune, dont il est follement amoureux. 
Abattu par cette déception amoureuse, Yokozawa s'isole dans un bar et boit à l'excès.   
Le lendemain matin, il se réveille dans une chambre d'hôtel. Avec lui, Kirishima Zen, l'éditeur du manga « The Kan » et le rédacteur en chef de Japun, un magazine de manga shonen. À la suite d'une altercation entre les deux hommes, Yokozawa se retrouve embarqué dans la vie personnelle de Kirishima ; allant même à s'occuper très souvent de sa fille, Kirishima Hiyori. 
C'est dans cette relation plutôt ambigüe que Yokozawa Takafumi tombe, malgré ses réticences, sous le charme de Kirishima…
Bien que Yokozawa Takafumi apparaît dans le manga et dans l'anime, sa relation avec Kirishima est abordée dans la série de romans Sekaiichi Hatsukoi - Yokozawa Takafumi no Baii. Les romans sont aussi écrits par Fujisaki Miyako et illustrés par Shungiku Nakamura.

## Personnages
Onodera Ritsu
Âgé de 25 ans, Ritsu est éditeur. Fils unique de la prestigieuse famille Onodera, il travailla plusieurs années avec son père au département littérature à Onodera Shuppan. Lassé des commentaires à son égard sur le fait qu'il soit pistonné car fils unique des Onodera, il décide de démissionner et trouve un poste aux éditions Marukawa Shoten afin de prouver son véritable potentiel. Alors qu'il désirait être affilié au département de littérature, il se voit intégré, bien malgré lui, au département de manga shōjō, Emerald. Lui qui pensait ne rester que deux semaines avant de donner sa démission, il décide cependant de rester pour voir ce que Takano, son supérieur, vaut.
Après avoir énormément souffert de la rupture de son premier amour de lycée, terminé sur un malentendu, il s'est promis de ne plus jamais tomber amoureux. Il quitte le Japon à 15 ans et fait ses années lycée en Angleterre. Il est fiancé contre son gré avec An, sa meilleure amie d'enfance.
On remarque qu'avant d'être déplacé aux éditions Marukawa, il était l'éditeur du célèbre écrivain Usami Akihiko, un des personnages principaux du manga du même auteur Junjou Romantica, et que les locaux dans lesquels il travaille sont recouverts d'affiches du même manga.
Quand Takano va comprendre qui il est, il va le séduire afin qu'il soit de nouveau amoureux de lui.
Takano Masamune
Autrefois portant le nom de Saga Masamune (le divorce de ses parents ayant entraîné le changement de nom de famille), Takano travaille comme éditeur en chef au département Emerald (celui des mangas shōjō des éditions Marukawa Shoten) qu'il a sorti de l'ombre à son arrivée. Il y serait d’ailleurs arrivé grâce à son ami d'université Yokozawa Takafumi.
Au lycée, il est sorti avec Ritsu avant de rompre sur un malheureux malentendu et n'espère qu'une chose : reconquérir Ritsu. Il est amoureux de Ritsu depuis le lycée et n'a jamais réussi à l'oublier, bien qu'il ait essayé en sortant avec d'autres personnes. Il est très jaloux ne supporte pas l'idée que Ritsu soit fiancé. Il est né la veille de Noël.
On pourra également apercevoir au premier plan (floutés) Ritsu et Takano dans l'épisode 7 de la saison 3 de Junjou Romantica lorsque Ryuuichiro Isaka (au second plan) passe dans un couloir de la maison d'édition Marukawa, après être sorti de son bureau.
Yokozawa Takafumi
Employé dans la section des ventes à Marakawa Shoten, 27 ans, Yokozawa est proche de Takano, qu'il connaît depuis l'université ; tout en se disputant sans arrêt avec lui.
Assez rentre dedans, il reproche à Onodera d'avoir été pistonné et la peine d'amour qu'il a fait subir à Takano par le passé. Il est en réalité amoureux de Takano, et a eu une relation avec lui à l'université. Cependant, en arrivant dans le monde du travail, Takano a été clair sur leur relation : ils s'en tiendraient à l'amitié. Yokozawa s'y plie pour pouvoir rester proche de Takano.
À la suite de cette déception amoureuse, Yokozawa rencontre peu de temps après Kirishima Zen. Il en tombera petit à petit amoureux.
Mino-san le surnomme "l'ours sauvage".
Yoshino Chiaki
Yoshino Chiaki, 28 ans, est un auteur de shōjō-manga. Contrairement à ce que toutes ses lectrices pensent, ce n'est pas une femme, mais un homme, ce qui explique son refus de participer à des séances de dédicaces proposées par quelques libraires. Sa vie bascule cependant quand il découvre que son ami et éditeur qu'il connait depuis longtemps, Hatori Yoshiyuki, est en fait amoureux de lui.
Assez naïf, il a tendance à conclure les choses trop vite et donc à se faire des malentendus avec lui-même.
Tori est assez brutal avec Yoshino notamment lorsque ce dernier ne respecte jamais les délais nécessaires ce qui cause des soucis à son éditeur .
Hatori "Tori" Yoshiyuki
Hatori Yoshiyuki, dit "Tori" travaille comme second éditeur en chef dans l'équipe Emerald, une filière de la section Shojou de la maison d'édition de Marukawa, sous les ordres de Takano. Assez silencieux, voir carrément taciturne, c'est le membre d'Emerald le plus contrasté par rapport aux autres, et l'un des meilleurs. Tori est chargé de superviser le travail de son ami de longue date, Yoshino Chiaki, dont il est secrètement amoureux.
Yanase Yuu
Yanase Yuu est un ami commun de Tori et de Chiaki. Assistant de ce dernier, il est amoureux du mangaka, comme Hatori, sans jamais lui en avoir parlé.
Yuu et Tori se cherchent en permanence.
Yuu est jaloux de Tori qui, lui, est jaloux de Yuu…
Kisa Shôta
Kisa Shôta, 30 ans, travaille lui aussi comme éditeur dans l'équipe d'Emerald de la maison d'édition Marukawa. Malgré son enthousiasme (c'est lui qui semble le plus touché par les cycles), c'est le membre le plus faible de l'équipe. Kisa se distingue également par ses crises de paniques à répétition et son visage très juvénile malgré son âge.
Il n'a cependant jamais eu de relation vraiment sérieuse et se pense incapable d'en vivre une un jour, lui qui est toujours attiré uniquement par le physique des hommes particulièrement beaux. Il tombe amoureux de Yukina mais n'a pas le courage de lui dire.
Yukina Kô
Yukina Kô est libraire dans la librairie Book's Marimo et est fan de lecture manga shojo et surtout de ceux publiés par Kisa. Âgé de 21 ans, il est encore à l'université où il étudie l'art. Il tomba sous le charme de Kisa et lui le répète sans arrêt.
Kirishima Zen
Kirishima Zen est l'éditeur en chef de Japun, un magazine de manga Shonen. Il a été vu pour la première fois dans Junjou Romantica ; à l'acte 24 dans le volume 14.
Il a perdu sa femme à cause d'une maladie, il y a quelques années. Il a donc élevé sa fille, Hiyori, seul, avant l'arrivée de Yokozawa.
Kirishima est très amoureux de Yokozawa et adore le taquiner. C'est aussi un vrai papa poule avec sa fille.
Kirishima Hiyori
Kirishima Hiyori, 10 ans, est la fille unique de Kirishima Zen. Elle a perdu sa mère quand elle était petite.
Tout le monde la trouve adorable, et elle apprécie particulièrement Yokozawa, qu'elle appelle "Onii-chan".
Elle est vraiment forte en cuisine, et fait même à manger pour son père. Aussi, Hiyori adore les chats (surtout Sorata) et les friandises au thé vert.
Mino Kanade
Mino Kanade est le quatrième et dernier membre d'Emerald. Assez mou et souriant à la fois, il ne forme pas de couple avec d'autres personnages.
Il a tout le temps les yeux fermés…
An Kohinata
An Kohinata est une amie d'enfance de Ritsu ; mais c'est aussi sa fiancée, en raison d'un accord que leurs parents respectifs se sont fait lorsqu'ils étaient enfants. Cependant, Onodera ne la considère pas comme sa fiancée.
An est très douce, polie et sensible. Elle est sincèrement amoureuse d'Onodera, même si celui-ci l'a rejeté quand elle lui a avoué.

## Manga

### Liste des chapitres
| no | Japonais           | Japonais          | Français         | Français          |
| no | Date de sortie     | ISBN              | Date de sortie   | ISBN              |
| --- | ------------------ | ----------------- | ---------------- | ----------------- |
| 1 | 1er juillet 2008   | 978-4-04-854190-9 | 15 octobre 2014  | 978-2-82031-797-1 |
| Liste des chapitres : - Le cas de Ritsu Onodera No. 1 - Le cas de Ritsu Onodera No. 2 - Le cas de Ritsu Onodera No. 2.5 |                    |                   |                  |                   |
| 2 | 1er août 2009      | 978-4-04-854351-4 | 20 mai 2015      | 978-2-82032-702-4 |
| Liste des chapitres : - Le cas de Ritsu Onodera No. 3 - Le cas de Ritsu Onodera No. 4 - Le cas de Ritsu Onodera No. 4.5 |                    |                   |                  |                   |
| 3 | 1er octobre 2009   | 978-4-04-854371-2 | 14 octobre 2015  | 978-2-82032-009-4 |
| Liste des chapitres : - Le cas de Ritsu Onodera No. 5 - Le cas de Shôta Kisa No. 1 - Le cas de Shôta Kisa No. 2 |                    |                   |                  |                   |
| 4 | 1er juillet 2010   | 978-4-04-854487-0 | 27 avril 2016    | 978-2-82032-036-0 |
| Liste des chapitres : - Le cas de Ritsu Onodera No. 6 - Le cas de Ritsu Onodera No. 7 - Le cas de Ritsu Onodera No. 7.5 - Le cas de Shôta Kisa No. 3 |                    |                   |                  |                   |
| 5 | 1er avril 2011     | 978-4-04-854618-8 | 6 juillet 2016   | 978-2-82032-201-2 |
| Le tome 5 est sorti en édition limitée contenant la première OAV.Liste des chapitres : - Le cas de Ritsu Onodera No. 8 - Le cas de Ritsu Onodera No. 9 - Le cas de Shôta Kisa No. 4 - Le cas de Shôta Kisa No. 4.5 |                    |                   |                  |                   |
| 6 | 1er octobre 2011   | 978-4-04-854695-9 | 26 octobre 2016  | 978-2-82032-526-6 |
| Le tome 6 est sorti en édition limitée contenant la seconde OAV.Liste des chapitres : - Le cas de Masamune Takano No. 1 - Le cas de Masamune Takano No. 1.5 - Le cas de Ritsu Onodera No. 10 - Le cas de Ritsu Onodera No. 11 |                    |                   |                  |                   |
| 7 | 1er août 2012      | 978-4-04-120308-8 | 1er mars 2017    | 978-2-82032-814-4 |
| Le tome 7 est sorti en édition limitée.Liste des chapitres : - Le cas de Ritsu Onodera No. 12 - Le cas de Kô Yukina No. 1 - Le cas de Kô Yukina No. 2 - Le cas de Ritsu Onodera No. 13 - Le cas de Ritsu Onodera No. 13.5 - Le cas de Yoshiyuki Hatori No. 5 - Le cas de Takafumi Yokozawa No. 1 - Le cas de Masamune Takano No. 2 |                    |                   |                  |                   |
| 8 | 1er août 2013      | 978-4-04-120814-4 | 5 juillet 2017   | 978-2-82032-871-7 |
| Liste des chapitres : - Le cas de Ritsu Onodera No. 14 - Le cas de Takafumi Yokozawa No. 2 - Le cas de Shôta Kisa No. 5 - Le cas de Ritsu Onodera No. 15 - Le cas de Takafumi Yokozawa No. 3 - Le cas de Ritsu Onodera No. 16 |                    |                   |                  |                   |
| 9 | 1er septembre 2014 | 978-4-04-121135-9 | 4 octobre 2017   | 978-2-82032-910-3 |
| Le tome 9 est sorti en édition limitée. |                    |                   |                  |                   |
| 10 | 1er septembre 2015 | 978-4-04-103318-0 | 7 février 2018   | 978-2-82033-195-3 |
| 11 | 1er juillet 2016   | 978-4-04-104154-3 | 27 juin 2018     | 978-2-82033-234-9 |
| 12 | 30 juin 2017       | 978-4-04-105785-8 | 7 novembre 2018  | 978-2-82033-277-6 |
| Le tome 12 est sorti en édition limitée. |                    |                   |                  |                   |
| 13 | 1er mai 2018       | 978-4-04-106502-0 | 10 juillet 2019  | 978-2-82033-562-3 |
| Le tome 13 est sorti en édition limitée. |                    |                   |                  |                   |
| 14 | 1er mai 2019       | 978-4-04-108141-9 | 13 janvier 2021  | 978-2-82033-817-4 |
| 15 | 1er mai 2020       | 978-4-04-109478-5 | 18 août 2021     | 978-2-82034-101-3 |
| Le tome 15 est sorti en édition limitée. |                    |                   |                  |                   |
| 16 | 1er mai 2021       | 978-4-04111266-3  | 31 août 2022     | 978-2-82034-390-1 |
| 17 | 30 avril 2022      | 978-4-04112086-6  | 15 novembre 2023 | 978-2-82034-633-9 |
| 18 | 1er mai 2023       | 978-4-04-113194-7 | 4 septembre 2024 | 978-2-82034-854-8 |
| 19 | 1er mai 2024       | 978-4-04-114391-9 |                  |                   |
| Le tome 19 est sorti en édition limitée. |                    |                   |                  |                   |
| 20 | 1er mai 2025       | 978-4-04-115844-9 |                  |                   |
| Le tome 20 est sorti en édition limitée. |                    |                   |                  |                   |

## Anime

### Liste des épisodes

#### Saison 1
| No                                                                             | Titre de l’épisode en français                                                    | Titre original de l’épisode                            | Date de 1re diffusion |
| ------------------------------------------------------------------------------ | --------------------------------------------------------------------------------- | ------------------------------------------------------ | --------------------- |
| 0                                                                              | Pas d'amour comme son premier.                                                    | No love's like to the first.                           | 22 mars 2011          |
| Note : OAV distribué exclusivement sur DVD avec le volume 5 du manga au Japon. |                                                                                   |                                                        |                       |
| 1                                                                              | La première impression est la plus marquante. (Onodera Ritsu)                     | First impressions are the most lasting.                | 8 avril 2011          |
| 2                                                                              | Un homme a le choix de commencer à aimer mais pas d'y mettre fin. (Onodera Ritsu) | A man has free choice to begin love but not to end it. | 15 avril 2011         |
| 3                                                                              | En amour il y a autant de sénilité que de discrétion. (Onodera Ritsu)             | In love there is both dotage and discretion.           | 22 avril 2011         |
| 4                                                                              | L'adversité rend sage. (Onodera Ritsu)                                            | Adversity makes a man wise.                            | 29 avril 2011         |
| 5                                                                              | L'amour n'a pas de règles. (Yoshino Chiaki)                                       | Love is lawless.                                       | 6 mai 2011            |
| 6                                                                              | Va à la mer si tu veux bien pêcher. (Yoshino Chiaki)                              | Go to the sea, if you would fish well.                 | 13 mai 2011           |
| 7                                                                              | Les événements à venir projettent leur ombre devant eux. (Onodera Ritsu)          | Coming events cast their shadows before them.          | 20 mai 2011           |
| 8                                                                              | L'apparence accroît l'amour. (Kisa Shouta)                                        | Looks breed love.                                      | 27 mai 2011           |
| 9                                                                              | Les dés sont jetés. (Kisa Shouta)                                                 | The die is cast.                                       | 3 juin 2011           |
| 10                                                                             | L'absence rend le cœur plus affectueux. (Yoshino Chiaki)                          | Absence makes the heart grow fonder.                   | 10 juin 2011          |
| 11                                                                             | Il ne pleut jamais, mais il tombe des cordes. (Onodera Ritsu)                     | It never rains but it pours.                           | 17 juin 2011          |
| 12                                                                             | Après la tempête, le calme. (Onodera Ritsu)                                       | After a storm comes a calm.                            | 24 juin 2011          |

#### Saison 2
| No                                                                             | Titre de l’épisode en français                                          | Titre original de l’épisode                                           | Date de 1re diffusion |
| ------------------------------------------------------------------------------ | ----------------------------------------------------------------------- | --------------------------------------------------------------------- | --------------------- |
| 0                                                                              | Le cas de Hatori Yoshiyuki.                                             | The Case of Hatori Yoshiyuki.                                         | 27 septembre 2011     |
| Note : OAV distribué exclusivement sur DVD avec le volume 6 du manga au Japon. |                                                                         |                                                                       |                       |
| 1                                                                              | Un bon début fait une bonne fin. (Onodera Ritsu)                        | A good beginning makes a good ending.                                 | 7 octobre 2011        |
| 2                                                                              | On ne peut aimer et être sage. (Onodera Ritsu)                          | One cannot love and be wise.                                          | 14 octobre 2011       |
| 3                                                                              | Un amour persistant engendre l'erreur. (Yoshino Chiaki)                 | Lingering love breeds mistake.                                        | 21 octobre 2011       |
| 4                                                                              | Le retard en amour est dangereux. (Yoshino Chiaki)                      | Delay in love is dangerous.                                           | 28 octobre 2011       |
| 5                                                                              | Suis l'amour et il te fuit, fuis l'amour et il te suit. (Onodera Ritsu) | Follow love and it will flee thee, flee love and it will follow thee. | 4 novembre 2011       |
| 6                                                                              | L'amour est sans raison. (Ryuuichirou Isaka)                            | Love is without reason.                                               | 11 novembre 2011      |
| 7                                                                              | Les actes valent plus que les mots. (Onodera Ritsu)                     | Actions speak louder than words.                                      | 18 novembre 2011      |
| 8                                                                              | L'amour et la jalousie font languir un homme. (Kisa Shouta)             | Love and envy make a man pine.                                        | 25 novembre 2011      |
| 9                                                                              | L'amour est aveugle. (Kisa Shouta)                                      | Love is blind.                                                        | 2 décembre 2011       |
| 10                                                                             | L'amour ne connaît pas la peur. (Onodera Ritsu)                         | Love goes never without fear.                                         | 9 décembre 2011       |
| 11                                                                             | L'amour fait tourner le monde. (Onodera Ritsu)                          | Love makes the world go round.                                        | 16 décembre 2011      |
| 12                                                                             | L'amour est doux-amer. (Onodera Ritsu)                                  | Love is a bitter-sweet.                                               | 23 décembre 2011      |

### Musiques
Saison 1 :
- L'opening est « Sekai de Ichiban Koishiteru » par Shuhei Kita.
- L'ending est « Ashita, Boku wa Kimi ni Ai ni Yuku » par Wakaba.

Saison 2 :
- L'opening est « Sekai no hate ni kimi ga itemo » par Shuhei Kita.
- L'ending est « Aikotoba » par Sakura Merry-Men.

### Doublage
| Personnages       | Voix japonaises,     |
| ----------------- | -------------------- |
| Ritsu Onodera     | Takashi Kondō        |
| Masamune Takano   | Katsuyuki Konishi    |
| An Kohinata       | Yukari Tamura        |
| Chiaki Yoshino    | Shinnosuke Tachibana |
| Yoshiyuki Hatori  | Yūichi Nakamura      |
| Yû Yanase         | Hiroshi Kamiya       |
| Shôta Kisa        | Nobuhiko Okamoto     |
| Kô Yukina         | Tomoaki Maeno        |
| Takafumi Yokozawa | Ken'yū Horiuchi      |
| Sou Mino          | Hikaru Midorikawa    |
| Ryûichirô Isaka   | Toshiyuki Morikawa   |
| Kaoru Asahina     | Ryōtarō Okiayu       |
| Zen Kirishima     | Tōru Furuya          |
| Hiyori Kirishima  | Yui Horie            |

## Clins d’œil à Junjo Romantica
Comme évoqué précédemment, l'auteur de Sekai-ichi Hatsukoi, Shungiku Nakamura, s'avère être la même que celle de Junjo Romantica, un autre yaoi qui connut un succès retentissant au Japon et dans d'autres pays du globe.
L'ambiance joyeuse, la présence d'ours en peluche, de lapins et de pandas en tous genres sont les mêmes que dans Junjo, ainsi que les musiques d'ambiances très légères, sans parler du monde de l'édition qui a une place importante dans Junjo.
- OAV 1 (Épisode 0) : Un des livres tenus par Masamune est celui qui a valu un prix à Usagi. Des posters collés aux murs d'Emerald représentent des personnages de Junjo Romantica.

- Saison 1 - Épisode 1 : Usagi est l'auteur dont Ritsu avait la charge dans la maison d'édition de son père.

- Saison 1 - Épisode 5 : Chiaki et Misaki sont fans du même manga : « Kan ».

- Saison 1 - Épisode 7 : Masamune et Ritsu croisent Isaka dans l'ascenseur.

- Saison 1 - Épisode 12 : L'auteur Sumi-san, que croise Ritsu devant l'ascenseur a fait partie du jury qui a accordé le prix Kikukawa à Usagi pour son livre « La lune en boîte ». C'est aussi le père du senpai de Misaki.

- Saison 2 - Épisode 1 : Dans le train, à gauche de Ritsu, on aperçoit brièvement Misaki endormi sur le côté.

- Saison 2 - Épisode 4 : La maison de Yuu ressemble beaucoup à la maison du jeune Hiroki.

- Saison 2 - Épisode 6 : Épisode spécial consacré au couple Junjou Mistake de Junjo Romantica, qui n'était pas apparu dans l'adaptation animée de Romantica. On y retrouve Ryuuichiro Isaka ainsi qu'un Akihiko Usami encore lycéen.

- Saison 2 - Épisode 7 : L'hôtel Teitou où se déroule la fête du nouvel an de la compagnie de Ritsu et le mariage des amis de An-Chan est le même hôtel où You et Shinobu se rencontrent pour la première fois.

- Saison 2 - Épisode 8 : L'appartement de Yukina ressemble étonnamment à l'appartement qu'Hiroki occupait étant lui-même étudiant (quoi que bien mieux rangé)
- Dans un épisode de Junjo Romantica (où Isaka est le personnage principal), Takano et Onodera ( Ritsu)  marche dans le même couloir que Isaka. On les aperçoit au premier plan, marchant en sens inverse.

On remarque également que Ritsu et Misaki se ressemblent assez, ils ont tous les deux les cheveux bruns et les yeux verts, ils ont du mal à avouer leurs sentiments à eux-mêmes et à ceux qu'ils aiment mais ont peur quand ils pensent les perdre.
On remarque notamment qu'Usagi et Takano se ressemblent comme deux gouttes d'eau.